# Hypnocurrency
Hypnocurrency è un singolo realizzato dai produttori discografici e disc jockey canadesi Rezz e deadmau5.

## Descrizione
La collaborazione tra i due è stata annunciata molto tempo prima della release ufficiale nel settembre 2018, ma solo nel marzo 2021 è stata confermata tramite delle storie Instagram dei due produttori.

## Tracce
1. Hypnocurrency

## Classifiche
| Classifica                   | Posizione massima |
| ---------------------------- | ----------------- |
| Billboard Top 50 Dance Songs | 14                |